# Cephalenchus emarginatus
Cephalenchus emarginatus är en rundmaskart som först beskrevs av Nathan Augustus Cobb 1893. Enligt Catalogue of Life ingår Cephalenchus emarginatus i släktet Cephalenchus och familjen Tylenchidae, men enligt Dyntaxa är tillhörigheten istället släktet Cephalenchus och familjen Tylodoridae. Arten är reproducerande i Sverige. Inga underarter finns listade i Catalogue of Life.